# Stefan Schwab
Stefan Schwab (Saalfelden, Ausztria, 1990. szeptember 27. –) osztrák válogatott labdarúgó, a Holstein Kiel játékosa.

## Pályafutása
Stefan Schwab pályafutását a Pinzgau Saalfelden ifjúsági csapatában kezdte, majd 14 éves korában szerződtette a Red Bull Salzburg. Akkoriban Niko Kovač volt a salzburgiak vezetőedzője, és nála nem jutott szóhoz Schwab, akit kölcsönadtak a másodosztályban szereplő Lustenaunak. Itt jól ment neki a játék, egy alkalommal a hónap utánpótlás játékosának is megválasztották, végül 21 bajnokin hat gólt szerzett első felnőtt idényében.
2011 nyarán az akkor első osztályú Admira Wacker szerződtette, ahol három év alatt meghatározó játékossá nőtte ki magát, nem csak csapatában, hanem az egész bajnokságban felfigyeltek tehetségére.
2014 júniusában a Rapid Wien hároméves szerződést kötött Schwabbal, aki azóta a bécsiek középpályás sorából is kihagyhatatlan. 2020. augusztus 1-jén a görög PAÓK 2+1 évre szerződtette. 2025. június 16-án jelentették be, hogy a szerződése lejárta után távozik a klubtól.
Június 21-én a Holstein Kiel bejelentette a szerződtetését.

## Válogatott
2015 októberében kapott először meghívót a válogatott keretébe, bemutatkoznia eddig nem volt lehetősége a korosztályos válogatottakat végig járó Schwabnak.

## Durva szerelési kísérlete az Ajax ellen
A 2015 júliusában a Rapid az AFC Ajax ellen játszott a Bajnokok Ligája selejtezőjében, amikor Schwab a bécsi mérkőzésen durván, páros lábbal valósággal beleszállt Jairo Riedewaldba, akinek szerencsére súlyosabb sérülése nem lett, a szerelési kísérletet pedig piros lappal honorálták. Az eset nagy visszhangot váltott ki, Frank de Boer a mérkőzés után követelte Schwab hosszabb időre való eltiltását.

## Sikerei, díjai
- Admira Wacker
  - Austrian Football First League: 2010–11

- PAÓK
  - Görög Super League: 2023–24
  - Görög kupa: 2020–21